# Palystes castaneus
Palystes castaneus là một loài nhện trong họ Sparassidae.
Loài này thuộc chi Palystes. Palystes castaneus được miêu tả năm 1819 bởi Latreille.
Bản mẫu:Commonscatklein

## Hình ảnh

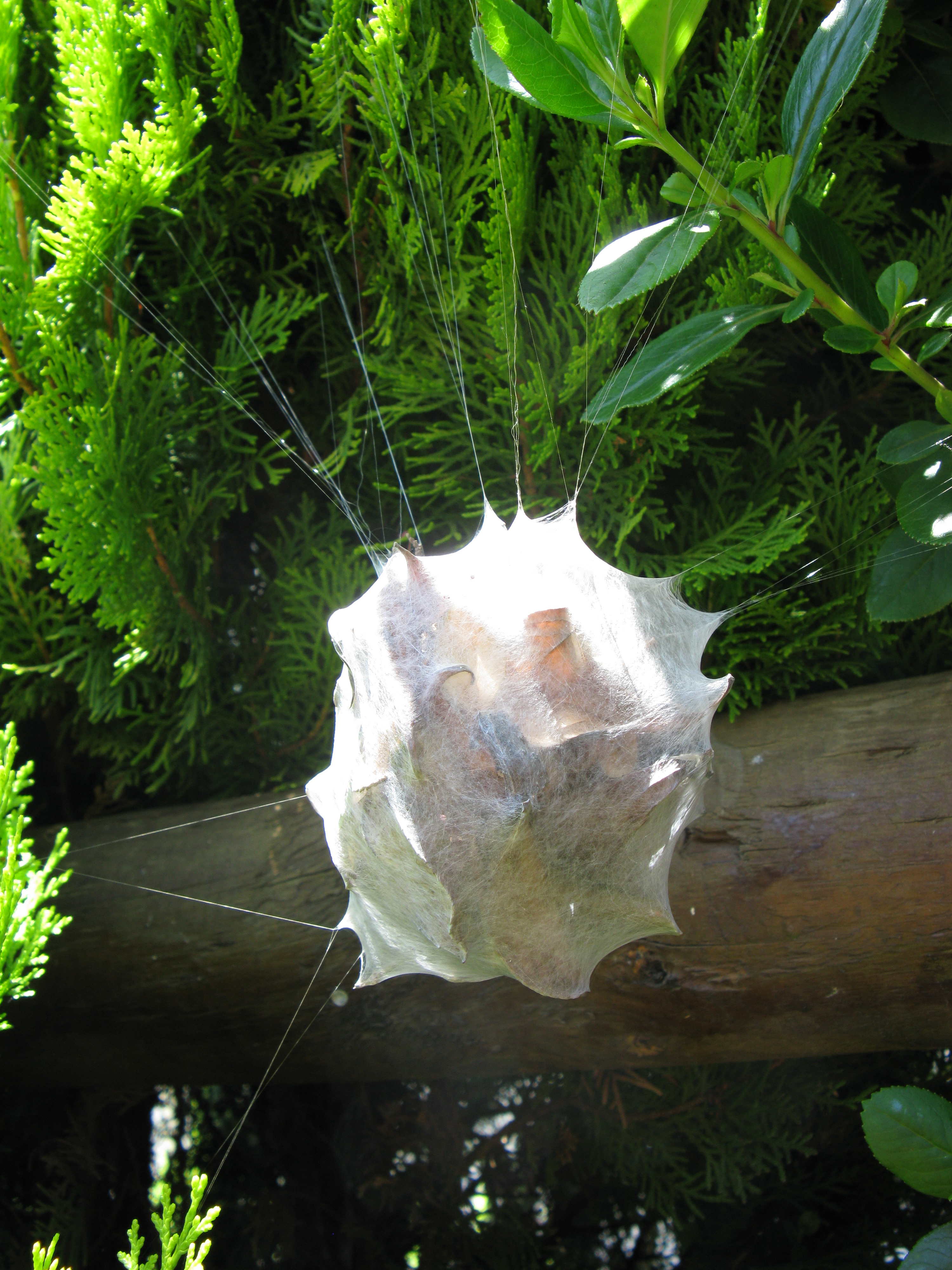
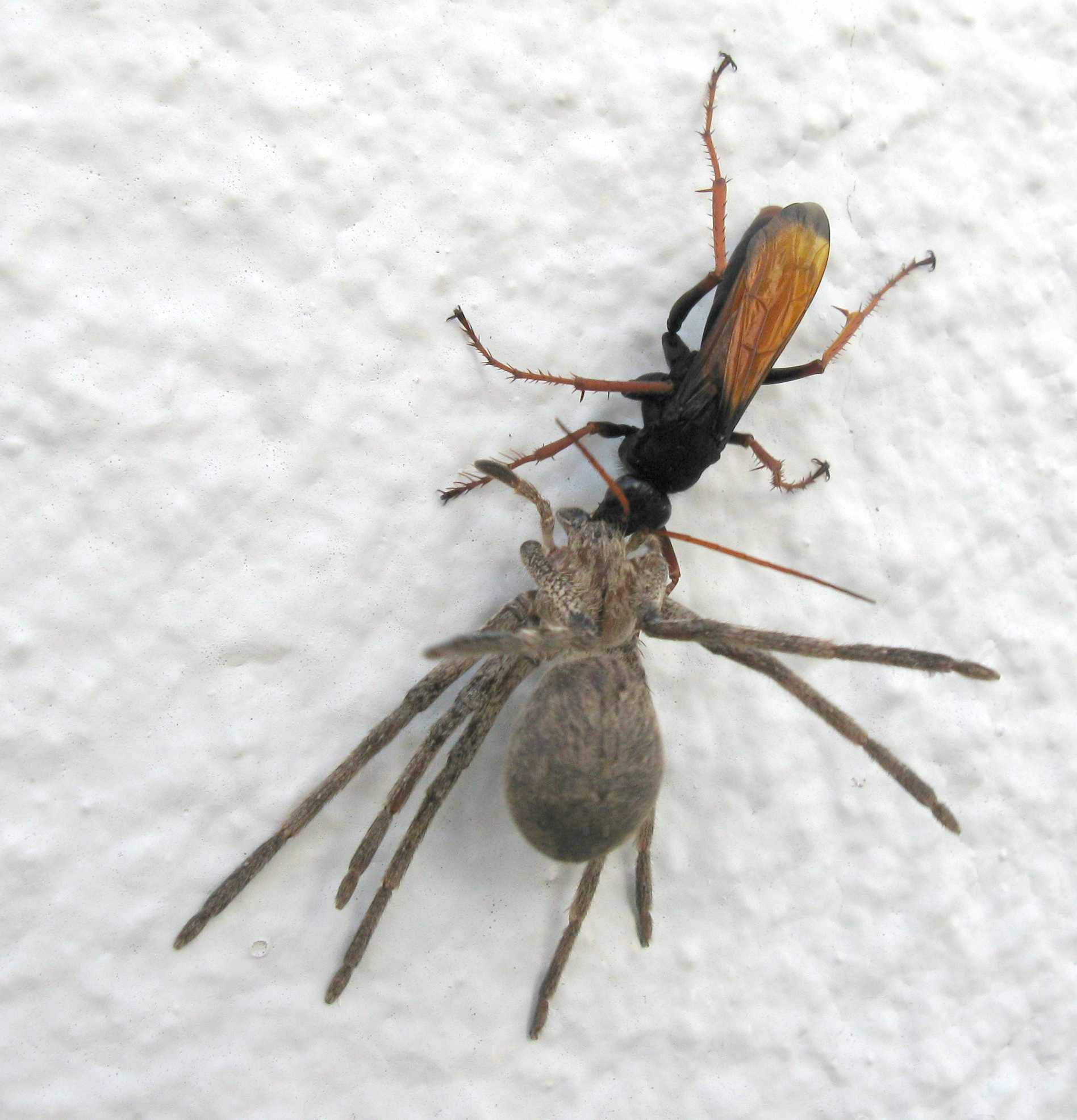
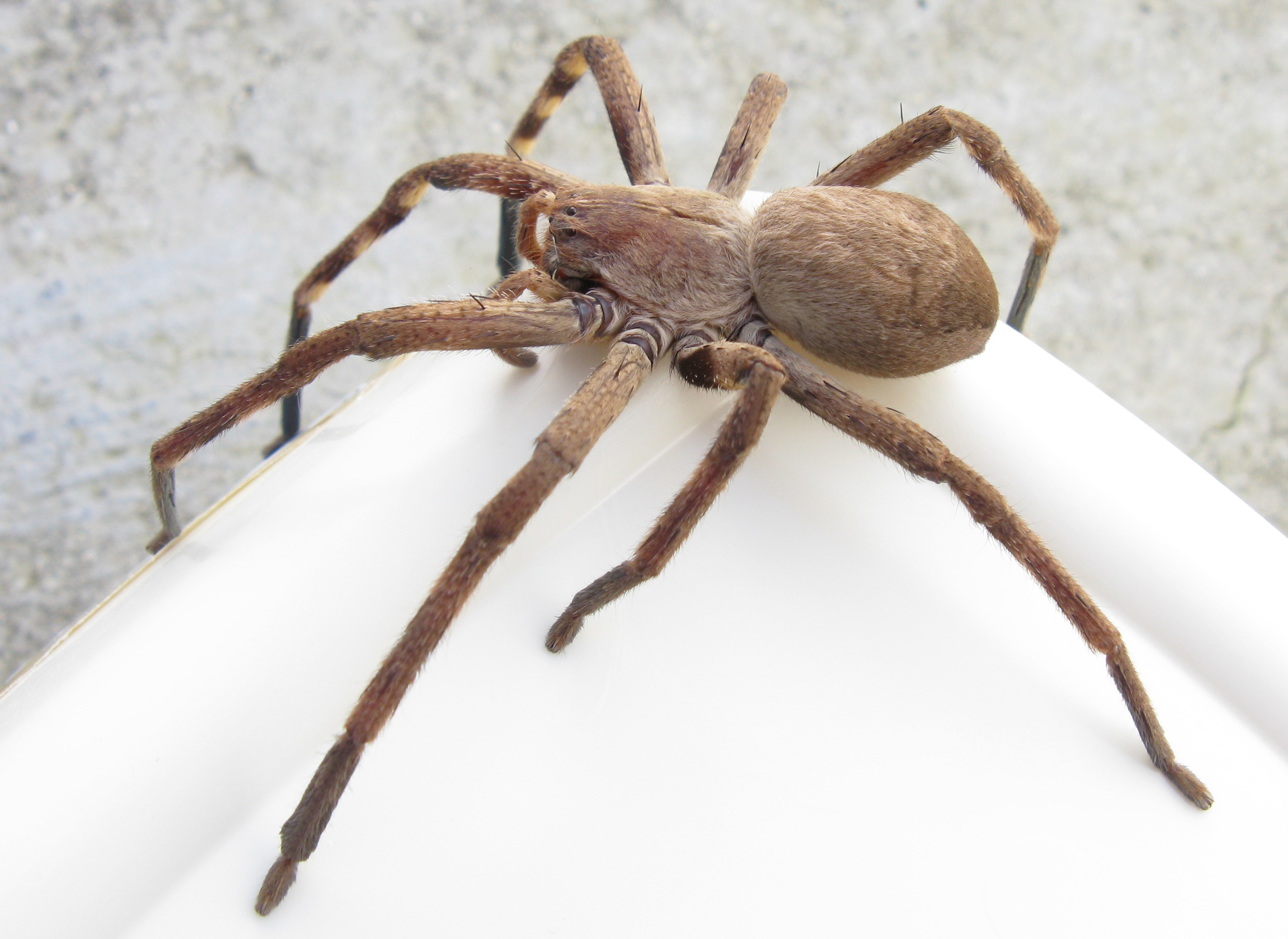